# ДОТ № 511 (КиУР)

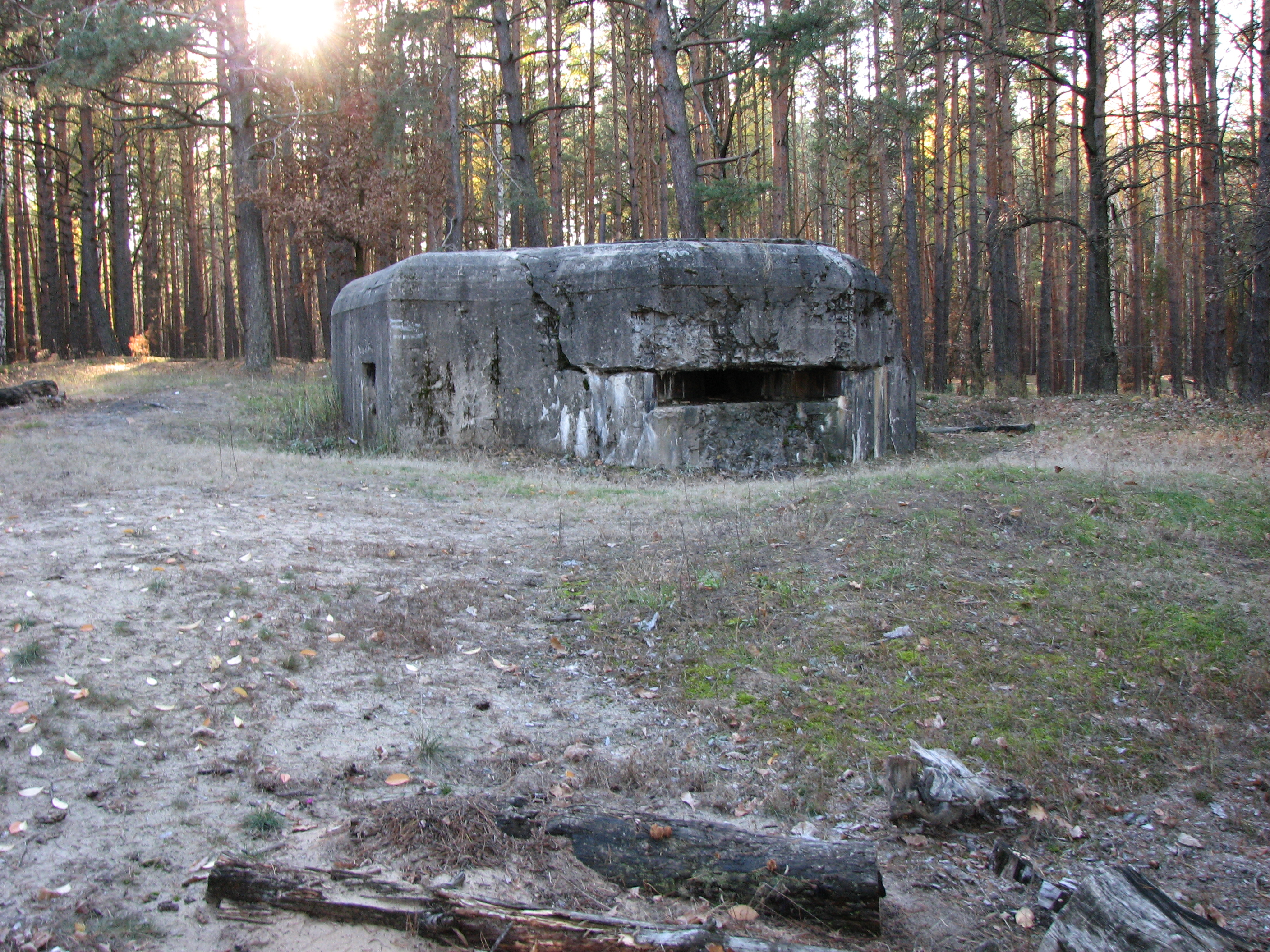
Руїни ДОТу № 511

50°36′09.04″ пн. ш. 30°18′14.78″ сх. д. / 50.6025111° пн. ш. 30.3041056° сх. д.
ДОТ № 511 — довготривала оборонна точка, що входила до складу першої лінії оборони київського укріпленого району. Руїни ДОТу № 511 розташовані на краю села Мощун.

## Історія

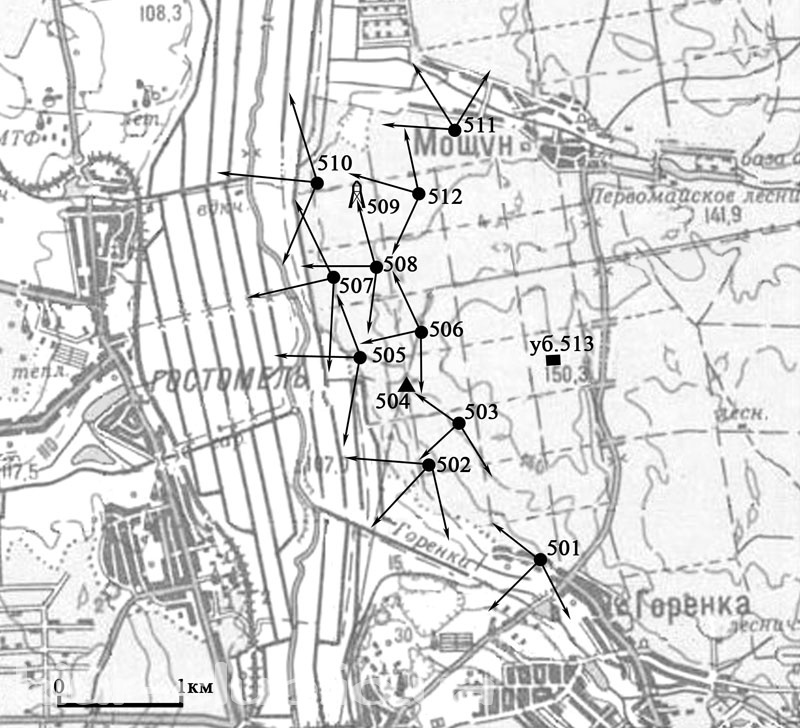
ДОТ № 511 у системі оборони 13-го БРО КиУР

Споруда практично однотипна ДОТ № 503, має 1 поверх та 3 кулеметних амбразури, належить до оборонних споруд типу «М2». Тобто ДОТ міг витримати 1 влучання 152-мм гаубиці. ДОТ побудували у 1931 році у глибині оборони для підтримки оборонних споруд на передньому краї (як, наприклад, ДОТ № 502). Організаційно ДОТ № 511 входив до складу 13-го батальйонного району оборони (БРО) КиУРа, що прикривав район сіл Горенка — Мощун. Взагалі у порівнянні з 1-м батальйонним районом оборони, де оборонні споруди часто були віддалені одна від одної та не прикривали одна одну вогнем (див. ДОТ № 481, ДОТ № 487), споруди 13-й БРО були щільно розташовані на місцевості та повністю контролювали своїми кулеметами дану ділянку оборони.
З початком Німецько-радянської війни гарнізон самої оборонної точки складався з бійців 161-го окремого кулеметного батальйону КиУР. До 24—25 серпня 1941 року ДОТ знаходився у тилу радянських військ, бо фронт пролягав західніше. Під час другого штурму КиУР, що розпочався 16 вересня 1941 року, ДОТ № 511 не мав бойового контакту із супротивником.
Удень 18 вересня війська 37-ї армії Південно-Західного фронту розпочали за наказом відхід з КиУРа та міста Київ. Гарнізони ДОТ КиУР належали до останніх, хто відходив на лівий берег Дніпра, серед них був і гарнізон оборонної точки № 511. Вдень 19 вересня передові загони 71-ї піхотної дивізії німців зайняли територію 13-го БРО без бою, затримуючи лише дезертирів-червоноармійців та перебіжчиків. Обставини знищення споруди невідомі. Можливо її знищили німецькі сапери під час зачистки КиУР, вже після 19 вересня 1941 року, а можливо її підірвано під час боїв 1943 року.

## Сьогодення
ДОТ сильно пошкоджено.